# Луки та рідколісся Камчатки та Курил
Луки та рідколісся Камчатки та Курил (ідентифікатор WWF: PA0603) — палеарктичний екорегіон тайги, розташований на Камчатському півострові та на Курильських і Командорських островах.

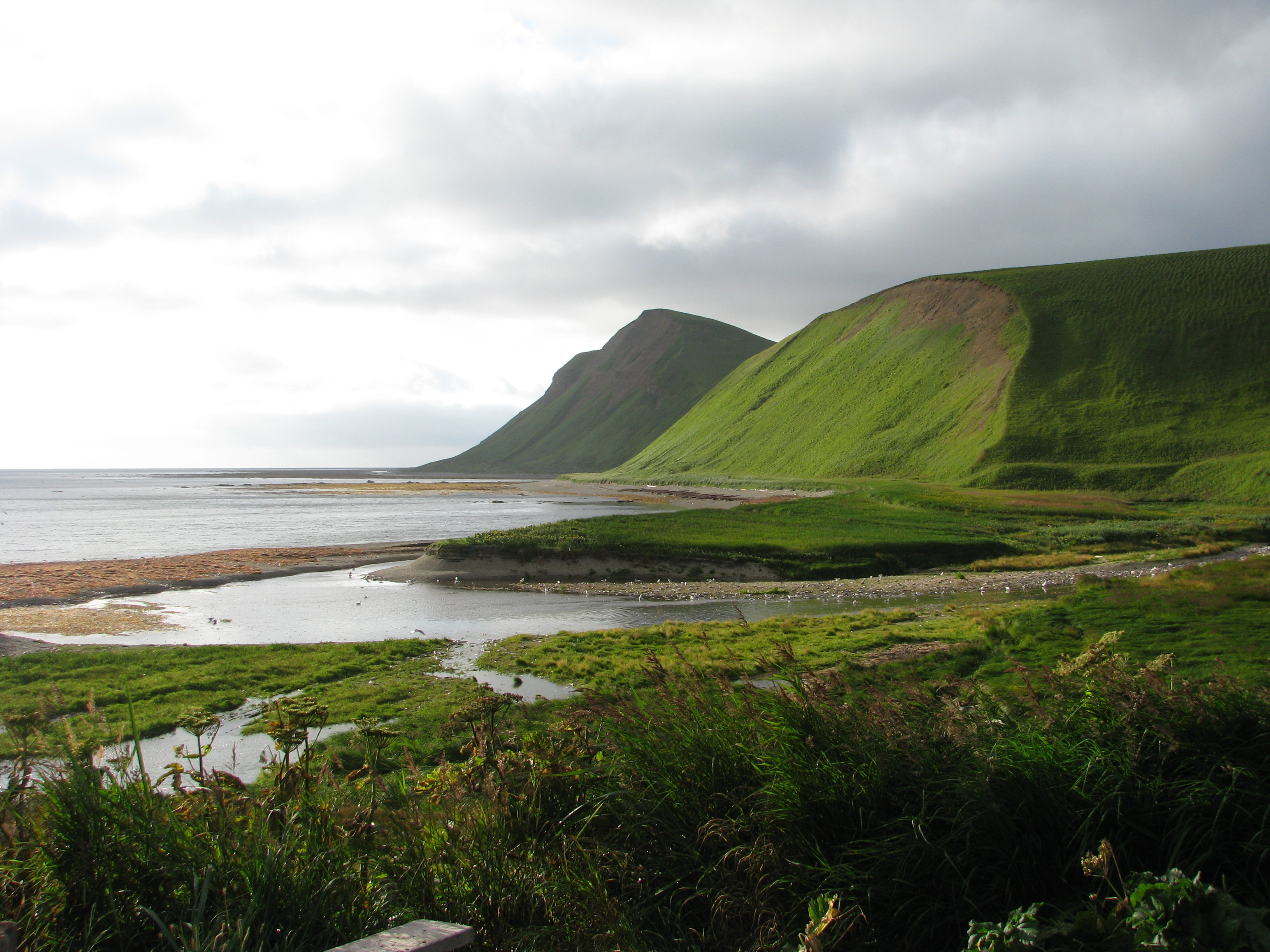
Бухта Буяна на острові Беринга

## Географія
Екорегіон охоплює відносно пологі прибережні рівнини Камчатського півострова, розташовані на висоті до 900 м над рівнем моря, та деякі території в центральній частині півострова, розташовані на висоті від 350 до 800 м над рівнем моря. Прибережні рівнини охолоджуються холодною течією Охотського моря на заході та холодною Курильською течією на сході. Також екорегіон охоплює Карагінський острів, Командорські острови, розташовані в Беринговому морі, за 175 км на схід від центральної частини півострова, та північні і центральні Курильські острови, що тягнуться на 800 км від Камчатки на південь до острова Уруп включно. В регіоні поширена вулканічна активність. Основними ґрунтами є андосолі.

## Клімат
В межах екорегіону переважає субарктичний клімат (Dfc або Dsc за класифікацією кліматів Кеппена), який характеризується м'яким, прохолодним літом та холодною і сніжною зимою. Середньорічна температура становить 2 °C, середньомісячна температура коливається від -10 °C до 13 °C. Циклони приносять вологе тихоокеанське повітря, внаслідок чого середньорічна кількість опадів в регіоні становить 900-1400 мм, розподілених досить рівномірно протягом року. Місцями середньорічна кількість опадів може досягати навіть 2500 мм, тоді як в центральних долинах Камчатки вона може становити 450 мм. Північніше 57° північної широти поширена багаторічна мерзлота. Висока вологість, низькі температури, короткий вегетаційний період і надзвичайно сильні снігопади створюють унікальні екологічні умови.

## Флора
Основними рослинними угрупованнями екорегіону є карликові ліси, рідколісся, тундра та луки. Луки покривають більшу частину заболочених рівнин на заході Камчатки, а також поширені в районах, де накопичується глибокий шар снігу, який тане пізньою весною. Деякі трави, що ростуть на цих луках, зокрема камчатський гадючник (Filipendula camtschatica), ведмежий дягель (Angelica ursina) та списоподібне нежовтозілля (Parasenecio hastatus), можуть досягати понад 3 м висоти. Уздовж західного узбережжя зустрічаються зарості кедрового сланця (Pinus pumila), а на більш стрімких схилах на східному узбережжі — зарості зеленої вільхи (Alnus viridis). В рідколіссях регіону переважає береза Ермана (Betula ermanii) та широколиста береза (Betula platyphylla). В долинах річок ростуть зарості запашної тополі (Populus suaveolens), удської вільхи (Salix udensis) та чосенії (Chosenia arbutifolia).
На Командорських островах поширена вересова тундра, яка перемежовується ділянками боліт та луків. На берегах річок і в балках зустрічаються чагарники удської вільхи (Salix udensis), аляскинської вільхи (Salix alaxensis) та сизої верби (Salix glauca). Дерева на островах відсутні. На Північних Курильських островах поширені чагарники зеленої вільхи (Alnus viridis), кедрового сланця (Pinus pumila), бузинолистої горобини (Sorbus sambucifolia) та розлогого щитника (Dryopteris expansa). Єдиним деревом на них є удська вільха (Salix udensis). На луках, де пізно сходить сніг, росте камчатський гадючник (Filipendula camtschatica), коноплелисте жовтозілля (Senecio cannabifolius) та японська кремена (Petasites japonicus). Серед ендеміків екорегіону слід відзначити тою Ворошилова (Aconitum woroschilovii), прибережний горобинець (Oxytropis litoralis), руду кульбабу (Taraxacum rufum) та чебрець Новограбленова (Thymus novograblenovii).

## Фауна
На прибережних скелях і островах екорегіону щороку гніздяться 5 мільйонів морських птахів з понад 30 видів. Серед них слід відзначити рідкісних північних качурок (Hydrobates leucorhous), камчатських крячків (Onychoprion aleuticus) та червононогих мартинів (Rissa brevirostris). Також в регіоні зустрічаються охотські мартини (Larus schistisagus), червоношиї гагари (Gavia stellata), тихоокеанські чистуни (Cepphus columba), чорногорлі моржики (Synthliboramphus antiquus), тихоокеанські баклани (Phalacrocorax urile), берингійські побережники (Calidris ptilocnemis), білоплечі орлани (Haliaeetus pelagicus), морські черні (Aythya marila), білошийці (Anser canagicus), вівсянки-ремези (Emberiza rustica), червоногорлі соловейки, (Calliope calliope) снігові пуночки (Plectrophenax nivalis), камчатські вівчарики (Phylloscopus examinandus) та сивоголові катуньчики (Leucosticte tephrocotis)
На узбережжі регіону розташовані важливі лежбища північних морських котиків (Callorhinus ursinus) та північних морських левів або сивучів (Eumetopias jubatus). Річки Камчатки є важливими місцями нересту горбуші (Oncorhynchus gorbuscha), кети (O. keta), кижуча (O. kisutch), нерки (O. nerka) та чавичі (O. tschawytscha). Ці тихоокеанські лососі є основною здобиччю камчатських бурих ведмедів (Ursus arctos beringianus), які вирізняються своїми великими розмірами. Серед інших ссавців, поширених в регіоні, слід відзначити камчатських північних оленів (Rangifer tarandus phylarchus), соболів (Martes zibellina), вовків (Canis lupus) та морських каланів (Enhydra lutris). 

## Збереження
Оцінка 2017 року показала, що 27 640 км², або 20 % екорегіону, є заповідними територіями. Природоохоронні території включають: Кроноцький заповідник, Командорський заповідник та Південно-Камчатський заказник.